# Colpo proibito (film 1935)
Colpo proibito (The Irish in Us) è un film del 1935 diretto da Lloyd Bacon.

## Trama
La famiglia O'Hara, oltre che dalla madre, è composta da tre fratelli: Pat è un poliziotto, Mike un pompiere e Danny è un procuratore di boxe. Pat vorrebbe che quest'ultimo trovasse un lavoro con introiti più regolari per provvedere alla loro madre, visto che lui vorrebbe sposare Lucille. 
Danny però non è d'accordo e tergiversa, tanto più che un giorno Lucille gli dice di amare lui e non il fratello con cui è fidanzata...